# Метасоматоз
Метасоматоз (метасоматизм; от μετά (др.-греч.) мета — промежуточное положение и σῶμα (др.-греч.) — тело) — естественный процесс замещения минеральных комплексов, происходящий под воздействием эндогенных растворов и протекающий с изменением химического состава породы при постоянном объёме, при котором растворение старых минералов и отложение новых происходит почти одновременно, так что в течение процесса замещения минеральные комплексы все время сохраняют твёрдое состояние (см. псевдоморфоза).
Процесс преобразования горных пород водными растворами (Флюид (магма)) c изменением их минерального и химического состава.

## Механизм
Метасоматоз происходит при реакциях между твёрдыми телами (минералами в горных породах) и растворами.
Проявляется в земной коре как локально (регионально, в микромасштабах), так и в больших (десятки и сотни метров) телах метасоматитов. Может протекать как при высоких температурах и давлениях, так и в условиях земной поверхности.

## Типы метасоматических процессов
В зависимости от способа перемещения вещества в растворах различают метасоматоз диффузионный и инфильтрационный. К диффузионным метасоматическим процессам относятся такие, при которых перенос компонентов осуществляется диффузией в водном растворе. При инфильтрационном метасоматозе перемещение вещества осуществляется течением раствора благодаря фильтрации и просачиванию через горные породы. В природных условиях крайне редко проявляется только инфильтрационный или только диффузионный метасоматоз, обычно имеется преобладание того или другого способа переноса вещества, проявляющееся в масштабах и строении метасоматических тел.
В зависимости от геологической позиции метасоматоз можно разделить на автометасоматоз, контактовый, околожильный и региональный.
- Автометасоматоз связан с ранними послемагматическими процессами и проявляется обычно в верхних частях магматических тел и связанных с ними жильных образований. К автометасоматическим процессам относятся, например, альбитизация в гранитах и серпентинизация в ультраосновных породах.
- Контактовый метасоматоз развивается в зоне контакта интрузии с вмещающими, как правило, осадочными породами. Наиболее яркими представителями являются скарновые образования, развивающиеся в раннюю послемагматическую стадию на контакте интрузива с вмещающими карбонатной породой (обычно контакт гранитов или диоритов с известняками или доломитами). Также к контактовым метасоматитам относятся процессы «приконтактового выщелачивания», грейзены, вторичные кварциты.
- Околожильный метасоматоз (его иногда называют околорудным) связан с образованием жильных и штокверковых месторождений. Околожильные метасоматиты могут образовываться в широком диапазоне температур, но всегда связаны с кислотной стадией послемагматического процесса.
- Региональный (площадной) метасоматоз может проявляться в различной геологической обстановке, чаще в условия больших глубин.

В зависимости от химического состава различают кремнёвый, щелочной, кислотный и другие метасоматозы.